# Amicale laïque Échirolles-Eybens tennis de table
 (mars 2017).
Si vous disposez d'ouvrages ou d'articles de référence ou si vous connaissez des sites web de qualité traitant du thème abordé ici, merci de compléter l'article en donnant les références utiles à sa vérifiabilité et en les liant à la section « Notes et références ».
L'Amicale laïque Échirolles-Eybens tennis de table est un club français de tennis de table.

## Historique
Le club est né de la fusion des deux clubs des communes d'Échirolles et d'Eybens dans l'Isère. La fusion s'est opérée autour du club d'Échirolles qui évolue depuis plusieurs saisons dans le Championnat de Pro B féminine.
Par le passé, les hommes de l'AL Échirolles ont disputé la dernière saison de Nationale 1 en tant que première division nationale, juste avant la création de la Superdivision en 1991.
En 2008, Vincent Boury, issu de la section handisport, remporte la médaille d'or en simple aux Jeux paralympiques de Pékin ainsi que la médaille d'argent par équipes.

## Palmarès

### AL Échirolles-Eybens
- 3e de Pro B en 2008

### AL Échirolles
- Deuxième du Challenge National Bernard Jeu en 1992 et 1994
- Demi-finaliste de la TT Intercup à Nantes en 1997

## Bilan par saison en Pro B
| Saison    | Cl | Pts | J  | V | N | D  | Pé | Pp | Pc | Diff |
| --------- | -- | --- | -- | - | - | -- | -- | -- | -- | ---- |
| 2014-2015 | 6e | 29  | 16 | 4 | 6 | 5  | 1  | 36 | 44 | -8   |
| 2013-2014 | 6e | 25  | 14 | 5 | 1 | 8  | -  | 34 | 41 | -7   |
| 2012-2013 | 8e | 30  | 18 | 4 | 4 | 10 | -  | 33 | 60 | -27  |
| 2011-2012 | 9e | 24  | 18 | 1 | 4 | 13 | -  | 31 | 65 | -34  |
| 2010-2011 | 7e | 27  | 16 | 4 | 3 | 9  | -  | 33 | 48 | -15  |
| 2009-2010 | 7e | 33  | 18 | 3 | 9 | 6  | -  | 41 | 52 | -11  |
| 2008-2009 | 5e | 35  | 18 | 7 | 3 | 8  | -  | 43 | 53 | -10  |
| 2007-2008 | 3e | 40  | 18 | 8 | 6 | 4  | -  | 55 | 43 | +12  |
| 2006-2007 | 7e | 33  | 18 | 7 | 1 | 10 | -  | 43 | 50 | -7   |
| 2005-2006 | 6e | 28  | 16 | 4 | 4 | 8  | -  | 34 | 48 | -14  |